# Soufflé
Il soufflé (francese per "soffiato"), o, con un frequente adattamento italiano, sufflé, è un piatto della cucina francese, adatto sia a preparazioni dolci che salate.

## Etimologia
La parola soufflé è il participio passato del verbo francese souffler, che vuol dire soffiare: è un po' la descrizione di cosa accade al composto messo a cuocere in forno nell'apposito stampo, generalmente realizzato in ceramica.

## Ingredienti e preparazione
Ogni soufflé è costituito da due componenti di base: una crema (solitamente burro, farina e latte) aromatizzata e dal bianco d'uovo sbattuto. La base può essere completata con vari ingredienti come formaggio, verdure, cioccolata e limone (queste ultime due, usate come dessert, con la compresenza dello zucchero).
La cottura del soufflé in forno avviene lentamente, generalmente a bagnomaria: è un processo molto delicato ed a cui bisogna prestare molta attenzione. Il soufflé non deve gonfiarsi troppo, ma nemmeno perdere troppo volume.
Nelle versioni dolci Gualtiero Marchesi sostiene che la crema di farina e uova di sostegno può essere sostituita con lo zabaglione, che renderà il sofflé più ricco e corposo anche se più grasso, oppure dello sciroppo di zucchero mischiato con purè di frutta o biscotti insaporiti di liquore o succo di frutta.